# The Book of Unwritten Tales 2
The Book of Unwritten Tales 2 ist ein Point-and-Click-Adventure des Bremer Entwicklungsstudios King Art, das ab Februar 2015 vom Publisher Nordic Games für verschiedene Computer- und Konsolensysteme veröffentlicht wurde. Es ist der Nachfolger des Adventures The Book of Unwritten Tales desselben Entwicklungsstudios.

## Handlung
Die Handlung setzt ungefähr ein Jahr nach dem Ende des Vorgängers ein. Wieder spielt sie in der Fantasywelt Aventásien und dreht sich erneut um das Heldentrio des ersten Teils, die zu Beginn des Spiels zunächst ihre eigenen Wege gehen: der Gnomenmagier Wilbur Wetterquarz hat gerade eine Stelle als Lehrer an der Magierschule in der Universitätsstadt Seefels angetreten, Elfenprinzessin Ivo ist schwanger, ohne jemals Sex gehabt zu haben, und der Pirat Nathaniel „Nate“ Bonnett versucht, ein magisches Artefakt zu stehlen.
Währenddessen läuft in Seefels der Wahlkampf um den Posten des Erzmagiers: Amtsinhaber Alastair, der Gönner Wilburs, muss sich mit Konkurrentin Cybill van Buren messen, einer vermögenden Intrigantin, die Wilbur im Wahlkampf instrumentalisieren will und sich zudem mit ihrer verzogenen Tochter herumschlagen muss. Zeitgleich grassiert in Aventásien eine merkwürdige magische Seuche, welche nach und nach Lebewesen, Pflanzen und Gebäude in pinkfarbene oder quietschbunte Dinge verwandelt. Als Wilbur dann beschuldigt wird, Erzmagier Alastair ermordet zu haben und zudem Hexenmeister Munkus wieder auftaucht, beginnen die Pfade der drei Protagonisten sich zu kreuzen. Und die Lösung liegt diesmal im Buch eines mysteriösen früheren Hexers, das allerdings als verschollen gilt.

## Spielprinzip und Technik
The Book of Unwritten Tales 2 ist ein 3D-Point-and-Click-Adventure. Aus Polygonen zusammengesetzte, dreidimensionale Figuren agieren in ebenfalls dreidimensionalen Kulissen; im Hintergrund werden gelegentlich (z. B. bei weit entfernten Landschaften) handgezeichnete Bilder eingebunden und durch Parallaxscrolling relativ zu den Objekten im Vordergrund bewegt. Zum Einsatz kam die Unity-Engine, während für die beiden Vorgänger noch OGRE verwendet wurde. Mit der Maus kann der Spieler seine Spielfigur durch die Örtlichkeiten bewegen und mit den Maustasten Aktionen einleiten, die den Spielcharakter mit seiner Umwelt interagieren lassen. Wilbur, Ivo und Nate können so Gegenstände finden, sie auf die Umgebung oder andere Gegenstände anwenden und mit NPCs kommunizieren. Mit fortschreitendem Handlungsverlauf werden weitere Orte freigeschaltet. Die Kamera zeigt dabei das Geschehen aus einer frontalen Perspektive; verlässt der Spieler innerhalb eines Raumes das Sichtfeld, bewegt sich die Kamera in die jeweilige Richtung mit. Dialoge finden über kontextbezogene Auswahlmenüs statt. Wenn der Handlungsverlauf es erfordert, kann zwischen den Spielcharakteren hin- und hergeschaltet werden, wobei die Charaktere zum Teil miteinander agieren müssen und zeitweilig auch Nates Begleiter „Vieh“, ein menschengroßes, plüschtierartiges Wesen, gesteuert werden kann. Zwischensequenzen finden größtenteils in Spielgrafik statt. In statischen Szenen wird die berechnete Grafik teilweise durch Projektionsmapping und händische Nachbearbeitung aufgepeppt. Ein Markenzeichen von The Book of Unwritten Tales 2 wie auch der gesamten Spieleserie sind zahlreiche humoristische Anspielungen auf populäre Klischees der Geek-Kultur, hier insbesondere Rollenspiele, sowie auf Elemente der Populärkultur.

## Produktionsnotizen
Die grundlegende Finanzierung des Spiels erfolgte durch den Publisher Nordic Games. Um eine bessere Spielqualität abliefern zu können, lancierte das Entwicklungsstudio King Art im Februar 2014 eine Crowdsourcing-Kampagne auf der Plattform Kickstarter, bei der innerhalb von vier Wochen 65.000 US-Dollar eingenommen werden sollten. Mit diesem Betrag sollte eine grafische Überarbeitung, z. B. das Projektionsmapping, finanziert werden. Außerdem wurden sogenannte „Stretch Goals“ veröffentlicht, Erweiterungen des ursprünglichen Spiel- bzw. Veröffentlichungskonzepts, die bei Erreichung vordefinierter Finanzierungsziele umgesetzt werden sollten. Insgesamt konnten 170.000 US-Dollar eingenommen werden, wodurch an Stretch Goals unter anderem eine Ergänzung des Spiels um optionale, für die Lösung nicht erforderliche Rätselstränge sowie eine Aufnahme des Spielsoundtracks durch ein Orchester finanziert werden sollten. Das Spiel wurde ab September 2014 kapitelweise als Early-Access-Software über die Download-Plattform Steam veröffentlicht. Eine Veröffentlichung des fertigen Spiels erfolgte für PCs im Februar 2015 sowohl über digitale Kanäle (neben Steam auch GOG) als auch über analoge Vertriebswege wie Einzelhändler oder Online-Versandhändler. Die Version für PlayStation und Xbox wurde im September des gleichen Jahres veröffentlicht, die Wii-U-Version folgte im Juni 2016.
Ein Teil der Charakterzeichnungen stammt von Marvin Clifford, einem der Schöpfer des Webcomics Shakes und Fidget. Als Sprecher der deutschen Fassung wurden unter anderem Joseline Gassen, Oliver Rohrbeck, Udo Schenk, Marion von Stengel, Bernd Vollbrecht, Bodo Wolf, Dietmar Wunder und Santiago Ziesmer verpflichtet. Für die englische Lokalisation zeichnete das Londoner Studio Outsource Media verantwortlich, das ebenfalls namhafte Sprecher einsetzte. So wird Nate Bonnett von Doug Cockle gesprochen, dem Geralt aus der Rollenspielserie The Witcher, und die Rolle eines Gegenspieler Wilburs wurde von Tim Bentinck übernommen. Der von Benny Oschmann komponierte Soundtrack wurde, wie im Rahmen der Erreichung des entsprechenden Stretch Goals angekündigt, von den Prager Philharmonikern eingespielt.

### Synchronisation
Die Synchronisation entstand unter Leitung von Marco Rosenberg bei der Lauscherlounge GmbH, Berlin.
| Rolle                                                 | Synchronsprecher       |
| ----------------------------------------------------- | ---------------------- |
| Wilbur Wetterquarz                                    | Oliver Rohrbeck        |
| Ivo                                                   | Marion von Stengel     |
| Nate Bonnett                                          | Dietmar Wunder         |
| Vieh/Geist/Diverse Kreaturen                          | Marco Rosenberg        |
| Ivos Mutter                                           | Joseline Gassen        |
| Ivos Vater                                            | Rainer Fritzsche       |
| Rémi deDumas                                          | Bernd Vollbrecht       |
| Jorge/Papagei                                         | Santiago Ziesmer       |
| Herr Fuchs/Hausmeister-Troll                          | Udo Schenk             |
| Erzmagier/Meister Markus/Zloff                        | Bodo Wolf              |
| Anton Schildträger                                    | Stefan Krause          |
| Esther                                                | Regina Lemnitz         |
| Arbor/Munkus                                          | Detlef Bierstedt       |
| Tutorial/Medizinbuch/Gott der Geschichten/Roter Pirat | Helmut Krauss          |
| Direktor Bloch                                        | Robert Missler         |
| Chantal van Buren/Straßenjunge/Blondine               | Angelina Geisler       |
| Orakel/Gott der Rätsel/Protestler                     | Gerrit Schmidt-Foß     |
| Djinn/Gott des Humors                                 | Uwe Büschken           |
| Grump                                                 | Uli Krohm              |
| Gulliver                                              | Michael Iwannek        |
| Ethel/Cybil van Buren                                 | Philine Peters-Arnolds |
| Timmy Mauskovitz                                      | Gerald Schaale         |
| Kopfgeldjäger/Magische Schiefertafel/Protestlerin     | Maria Koschny          |

## Rezeption
Aus insgesamt 67 aggregierten Wertungen erzielt The Book of Unwritten Tales 2 auf Metacritic je nach System Wertungen zwischen 63 (PlaySation-4-Version) und 80 (PC-Version).
Das Magazin 4Players lobte die visuelle und akustische Präsentation, den Humor und die mit etwa 20 Stunden zum Erscheinungszeitpunkt hohe Spielzeit von The Book of Unwritten Tales 2, vermisste aber Dynamik in der anfänglichen Storyentwicklung und kritisierte ein Breittreten der Story durch unzureichend kontextuierte Rätsel und belanglose Details. Insgesamt sah das Magazin ein „rundes Fantasy-Abenteuer mit sympathischen Figuren, selbstironischen Gags, durchdachten Rätseln und toller Präsentation“. Das Fachmagazin Adventure-Treff hob die dynamische Erzählweise mit Zeitsprüngen durch die Erlebnisse der drei Protagonisten positiv hervor, ebenso eine „gelungene Charakterzeichnung und -entwicklung“ und einen „herrlich trockenen Humor“. Kritisiert wurde das „ein wenig plötzliche“ Ende des Spiels. Die GameStar lobte Setting, Skript und Dialoge, kritisierte aber eine bisweilen „langatmige Erzählweise“, unoriginelle Rätsel sowie die wenigen Neuerungen gegenüber den beiden Vorgängerspielen. Insgesamt sei The Book of Unwritten Tales 2 „zwar keine Adventure-Revolution, aber ein unterhaltsames Spiel für gemütliche Knobelabende“.
2015 wurde The Book of Unwritten Tales 2 in den Kategorien „Bester Sound“ und „Bestes Konsolenspiel“ mit dem Deutschen Entwicklerpreis ausgezeichnet. Die Leser des Adventure-Treff wählten das Spiel zum Spiel des Jahres 2015. Bei den „Aeggie Awards“ des Fachmagazins Adventure Gamers wurde das Spiel 2015 in den Kategorien „Best Character“ und „Best Gameplay“ ausgezeichnet.